# Manthali (Makwanpur)
Manthali (nepalski: मन्थली) – gaun wikas samiti w środkowej części Nepalu w strefie Narajani w dystrykcie Makwanpur. Według nepalskiego spisu powszechnego z 2001 roku liczył on 446 gospodarstw domowych i 2663 mieszkańców (1315 kobiet i 1348 mężczyzn).